# Cléopâtre (film 1899)
Cléopâtre è un cortometraggio muto del 1899 diretto da Georges Méliès. Uno dei primi film horror mai realizzati, parla della resurrezione della mummia di Cleopatra.
Catalogo Star-Film 175-176

## Trama
Dopo un ballo di sacerdotesse attorno alla tomba di Cleopatra, appaiono due uomini che hanno disonorato la tomba e incendiato la mummia di Cleopatra, da cui Cleopatra emerge viva e arrabbiata.

## Produzione
Mentre oggi il regista Méliès è più noto per il suo iconico film Viaggio nella Luna, è stato questo film ad attirare l'attenzione del produttore Charles Urban, che ha distribuito il film in America (con il titolo Robbing Cleopatra's Tomb), distribuiendo successivamente molti altri film di Méliès.
Considerato il primo film sulla "mummia", è andato perduto. È stato riferito che la Lobster Film abbia recuperato una stampa del film in Francia il 22 settembre 2005, rinvenuto in una cassa con altri film di Méliès; tuttavia si è rivelato essere un film diverso, L'oracolo di Delfi (1903), sempre diretto da Méliès.